# رياض الخبراء
رياض الخبراء هي مدينة سعودية والمركز الإداري لمحافظة رياض الخبراء التابعة لمنطقة القصيم.